# USS West Virginia (SSBN-736)
El USS West Virginia (SSBN-736) es el undécimo submarino de la clase Ohio; es el tercer navío de la Armada de los Estados Unidos llamado West Virginia.
El contrato de construcción se firmó con General Dynamics Electric Boat en Groton, Connecticut el 21 de noviembre de 1983 y su quilla fue colocada el 24 de octubre de 1987. Fue botado el 14 de octubre de 1989, siendo la madrina del acto la Sra. Robert C. Byrd. La entrega a la Armada fue el 10 de septiembre de 1990 y entró en servicio el 20 de octubre de 1990, con el capitán J.R. Harvey al mando de la tripulación azul y el capitán Donald McDermott al mando de la tripulación dorada.

## El USSWest Virginiaen la ficción
- En la novela Deuda de honor, del escritor Tom Clancy, el USS West Virginia es uno de los varios submarinos enviados para enfrentarse a la invasión japonesa de las Islas Marianas.